# Gryning vid havet
Gryning vid havet (vertaling: "dageraad op zee") is een compositie van Hugo Alfvén. Het is een toonzetting van een tekst van Sten Selander. Die handelt over een op het oog rustige koper- en staalkleurige zee, maar bevat tevens een waarschuwing voor verraderlijke stromingen. Het werk is geschreven voor a capella mannenkoor. Alfvén schreef het voor zijn “eigen” koor, hij dirigeerde in die jaren (1910-1947) het Orphei Drängar, die dan ook de eerste uitvoering gaven in Uppsala, oprichtingsplaats van het koor. 

## Discografie
- Uitgave BIS Records: Orphei Drängar o.l.v. Robert Sund